# Trésor de l'Oxus

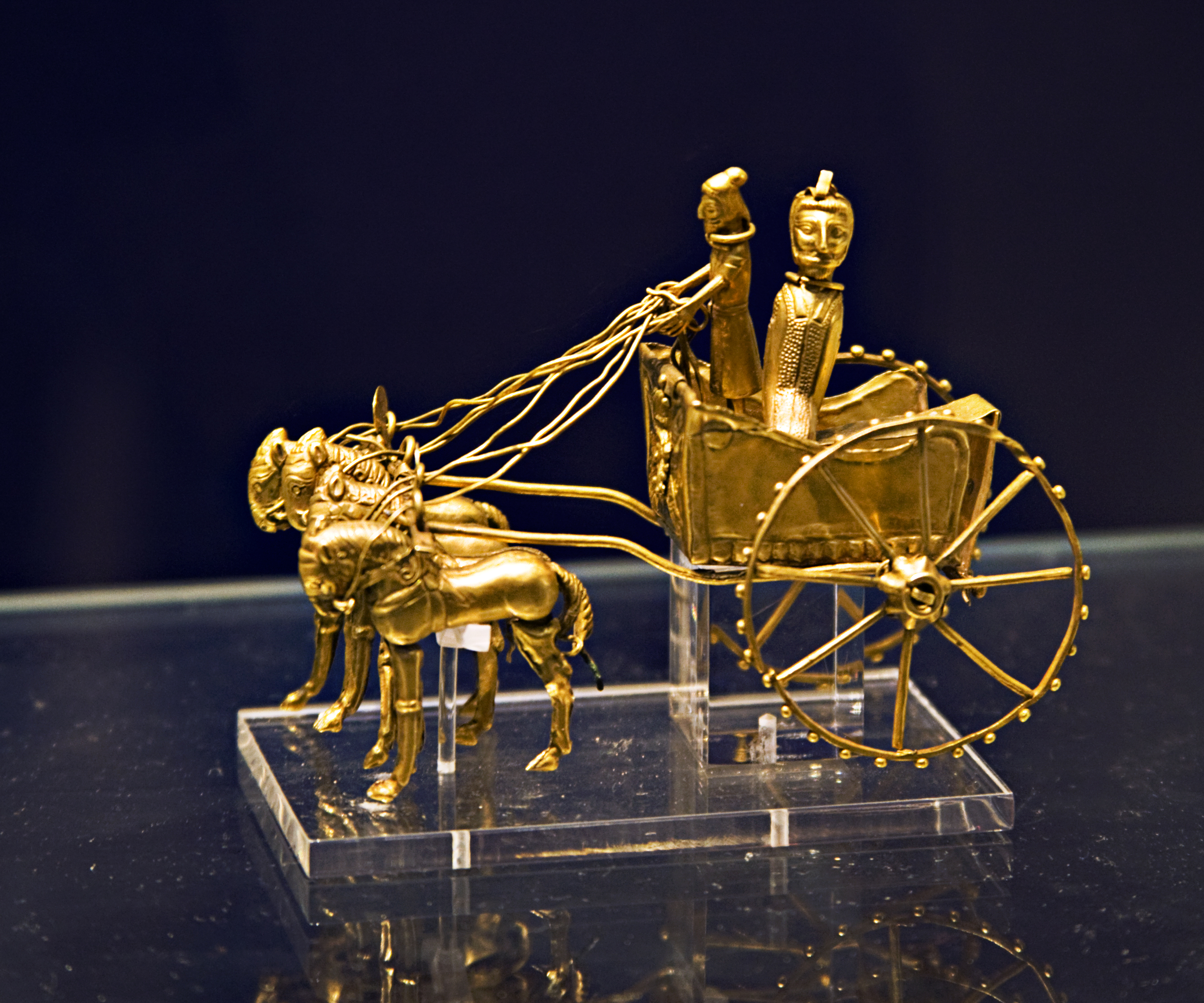

Le Trésor de l'Oxus est un ensemble de 170 objets en or ou en argent découverts à la fin du XIXe siècle en Afghanistan et conservés désormais au British Museum. Ce trésor est le plus remarquable ensemble d'époque achéménide conservé.
L'ensemble comporte, outre les objets d'or et d'argent, environ 200 pièces de monnaie de l'époque achéménide. L'emplacement et la date précise de la découverte restent incertains, et il est probable que beaucoup d'autres éléments ont été fondus pour en récupérer le métal précieux. Les rapports indiquent que le nombre de pièces de monnaie originel se portait à environ 1 500 et mentionnent des objets de métal qui ne sont pas conservés.
Les objets de métal sont estimés dater d'entre le VIe siècle av. J.-C. et le IVe siècle av. J.-C., mais les pièces de monnaie montrent une période plus grande, car certaines, qu'on pense avoir appartenu au trésor, datent d'environ 200 av. J.-C.
L'origine la plus probable pour le trésor est qu'il appartenait à un temple, où les ex-votos furent déposés au cours d'une longue période. Nous ne connaissons pas les circonstances et les conditions de la dépose. 
Le trésor est l'ensemble unique le plus important de la production achéménide à partir de métal précieux qui nous soit parvenu. Il comporte des éléments de qualité diverse, avec à la fois de nombreuses plaques votives en or assez grossièrement réalisées peut-être par les donateurs eux-mêmes mais aussi d'autres objets de grande qualité sans doute réalisés à l'attention de la cour ou de l'entourage de celle-ci.
Le British Museum expose désormais dans la salle 52 presque tous les objets préservés, avec en particulier une paire de bracelets à tête de griffon prêtés par le Victoria and Albert Museum. 
Le groupe est arrivé au musée par des parcours différents, beaucoup d'articles ayant été légués par Augustus Wollaston Affranchit. Les pièces de monnaie sont plus dispersées et plus difficiles à relier au trésor. Une partie qui en provient sans doute est conservée au Musée de l'Ermitage et d'autres collections ont des exemples de monnaies probablement issues de l'ensemble.

## Histoire

### Histoire ancienne
Les objets découverts posent de gros problèmes de datation et d'interprétation aux spécialistes : le propriétaire est parfois considéré comme un noble de Bactriane, un compagnon de route des campagnes d'Alexandre le Grand ou le trésor d'un temple.

### Redécouverte
1877-1880
Des paysans vendent des objets en or et en argent à une caravane de marchands attaqués près de Kaboul. Ces objets, vendus dans un bazar, sont achetés par de riches voyageurs anglais qui les offrent au British Museum.
L'endroit précis de la découverte est inconnu.

## Description
Les éléments du trésor constituent selon Litvinskij « un des plus grands chefs-d'œuvre de l'art de l'antiquité » avec des éléments achéménides, bactriens, et des influences scythes et hellénistiques.
L'art achéménide est lié à la croissance rapide de l'empire qui mêle le Proche-Orient et une partie du monde grec, et il est donc un métissage des diverses influences artistiques, tout en ayant constitué un style distinct.
Les bracelets à tête de griffon sont d'un style achéménide en vogue à la cour achéménide au Ve siècle av. J.-C. ou au IVe siècle av. J.-C. On peut voir des bracelets d'une forme semblable à ceux du trésor sur des reliefs de Persépolis où ils sont présentés comme des tributs. Xénophon écrit que les brassards entre autres objets étaient des cadeaux en vogue à la cour perse. Le verre, l'émail ou les incrustations en pierres semi-précieuses insérés dans les espaces creux des bracelets ont été perdus.
John Boardman considère le fourreau d'or décoré de figures minuscules montrant une chasse au lion, comme une œuvre pré-achéménide mède datable d'environ 600 av. J.-C., dans un style assyrien, ce que réfutent d'autres spécialistes. Le British Museum continue jusqu'à présent de dater les objets des Ve et IVe siècles av. J.-C.
Les objets conservés, en une proportion inconnue de ce qui fut retrouvé, peuvent être répartis en un certain nombre de groupes.

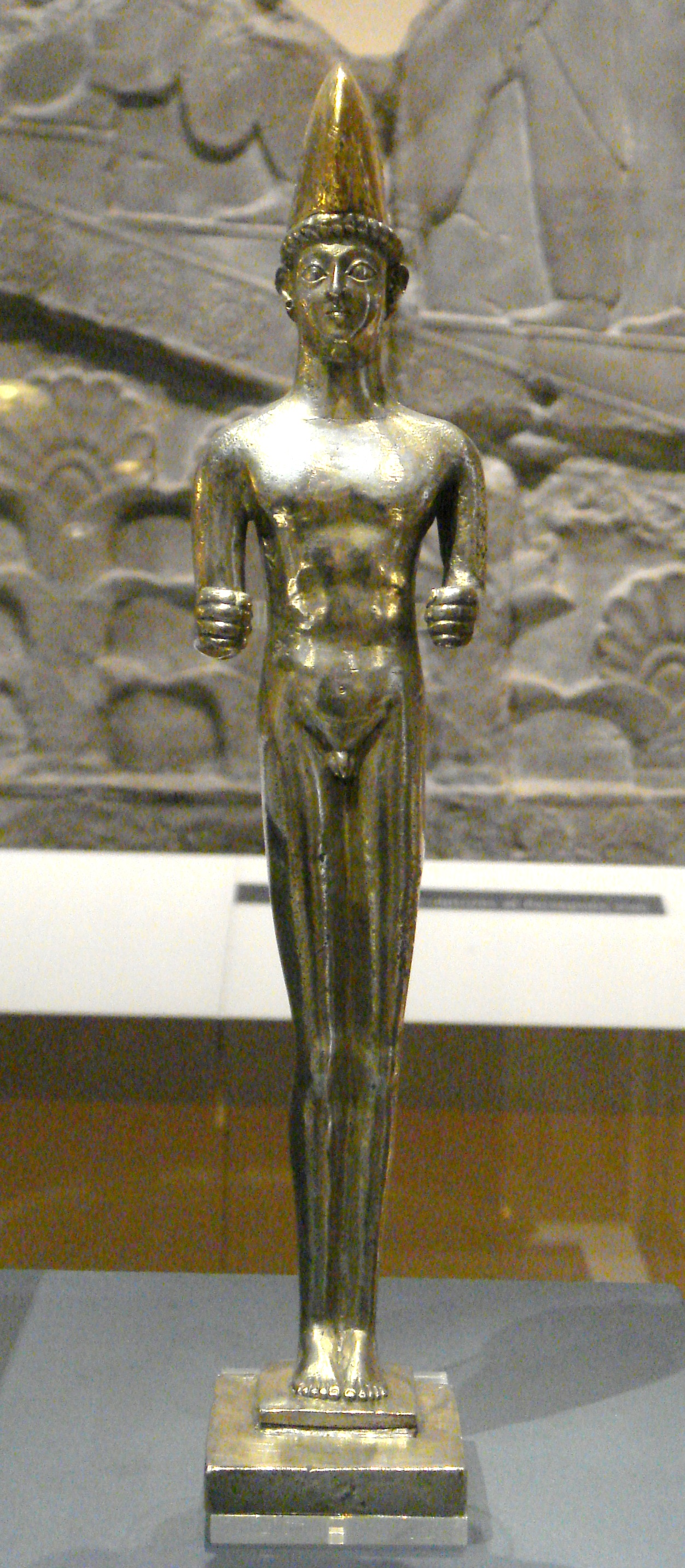
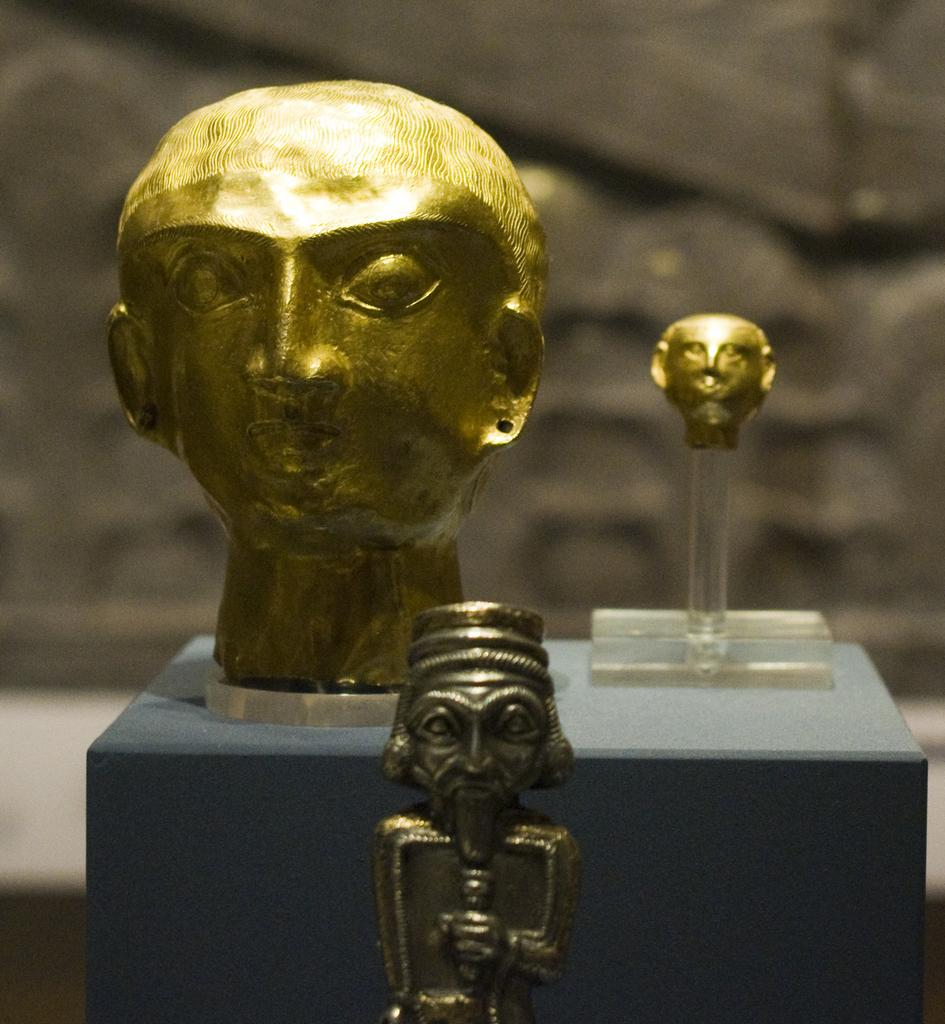
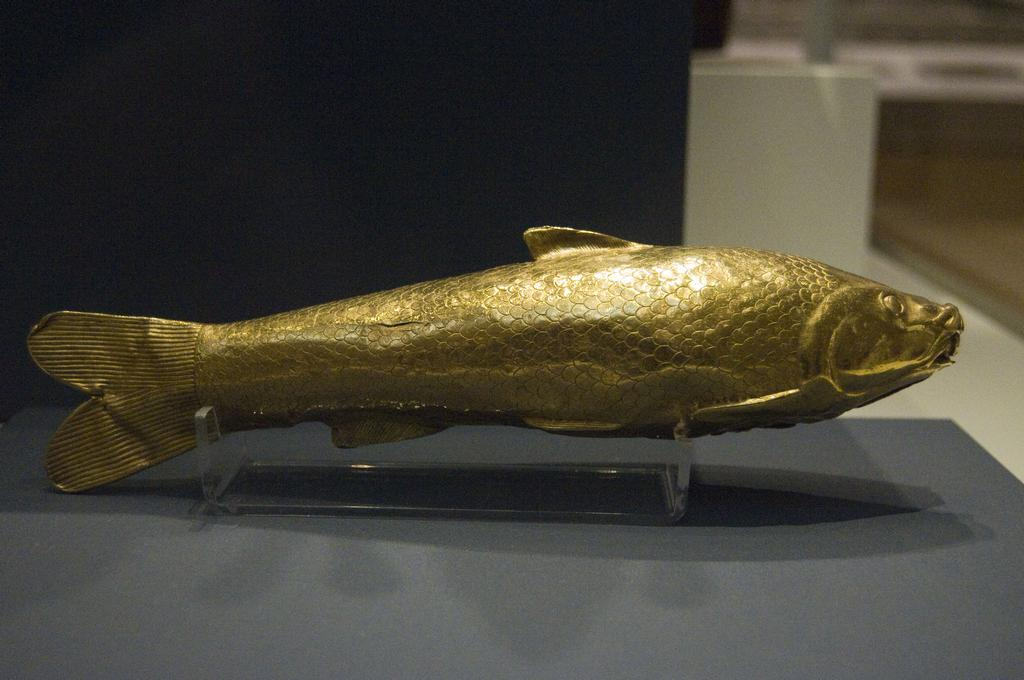
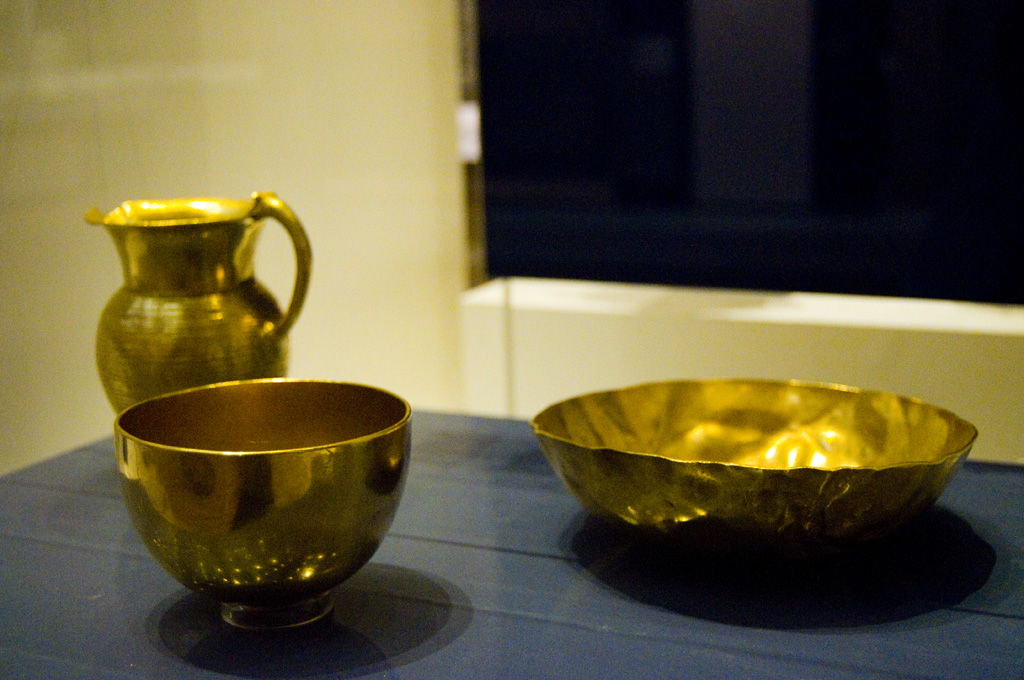